# Leopold Pongratz
Leopold Pongratz (* 6. November 1850 in Höfern heute St. Andrä in Kärnten; † 18. April 1929 ebenda) war ein österreichischer Politiker der Deutschen Agrarpartei.

## Familie
Pongratz war der Sohn des Landwirts Balthasar Pongratz (* 18. März 1799; † 30. August 1879) und dessen Ehefrau Maria geb. Gritsch (* 1807; † 20. Januar 1887). Er war römisch-katholisch und heiratete am 29. Mai 1877 in erster Ehe Aloisia Knauder (* 20. Juni 1848; † 8. März 1897). Aus der Ehe gingen fünf Söhne, von denen drei jung starben und eine Tochter hervor. Nach dem Tod der ersten Ehefrau heiratete er am 21. September 1897 Franziska Weinländer (* 16. Juli 1870; † 15. Oktober 1936). Aus der zweiten Ehe gingen vier Söhne hervor, von denen drei jung starben. Pongratz war Bruder von Georg Pongratz und Rudolf Pongratz und Neffe von Paul Waschner.

## Ausbildung und Beruf
Nach dem Besuch der Volksschule wurde er Privatbeamter und Realitätenbesitzer (Deutscher-Realität in St. Andrä). 1894 war er Mitgründer des Spar- und Darlehenskassenvereins St. Andrä und 1895 Gründungsmitglied des Männergesangvereins St. Andrä.
Er wurde zum Ehrenbürger der Stadt St. Andrä ernannt.

## Politische Funktionen
Ab 1878 war er Gemeinderat und von 1887 bis 1912 Bürgermeister von St. Andrä. Vom 14. Oktober 1890 bis zum 25. Juli 1896 war er für den Wahlkreis LGM 3 Wolfsberg Abgeordneter zum Kärntner Landtag (7. Wahlperiode). Im Landtag war er Mitglied des Bauausschusses und gehörte dem Klub Deutsche Agrarpartei an.
Von 1911 bis 1918 war er Abgeordneter des Abgeordnetenhauses im Reichsrat (XII. Legislaturperiode), Wahlbezirk Kärnten 5, Deutscher Nationalverband (Deutsche Agrarpartei).
21. Oktober 1918 bis 16. Februar 1919 war er Mitglied der Provisorischen Nationalversammlung, DnP.